# Paulina Skrabytė
Paulina Skrabytė, född den 20 december 2000 i Palanga i Litauen, är en litauisk sångerska som sjöng för sitt land i Junior Eurovision Song Contest 2011 i Armeniens huvudstad Jerevan där hon kom på 10:e plats av 13 tävlande.